# BLIS (Medizin)
BLIS (englisch bacteriocin-like inhibitory substances ‚bacteriocinartige Hemmsubstanzen‘) sind kleine proteinogene Toxine (Proteine) mit antibiotischen Eigenschaften, die ähnlich hemmend wirken wie diejenigen, die von einigen Bakterienarten (wie den sogenannten „guten“ Streptokokken Salivarius K12) produziert werden.
Sie können im Rahmen einer bacterial replacement therapy (bakterielle Ersatztherapie) nützlich gegen einige Streptokokkenarten sein, indem sie einen Beitrag zur Verhinderung von Karies und Parodontitis leisten. Ebenso können sie nützlich zum Aufbau der Darmflora nach Antibiotika- oder Antimykotikabehandlung sein.